# Villa Los Patos
Villa Los Patos es una localidad situada en el departamento Unión, provincia de Córdoba, Argentina.
Se encuentra situada a aproximadamente 195 km de la Ciudad de Córdoba, sobre la ruta provincial 3.
La principal actividad económica de la zona es la agricultura seguida por la ganadería, siendo el principal cultivo la soja, seguido por el maíz.
Existen en la localidad un dispensario, una escuela primaria, un destacamento policial y un edificio comunal en donde se efectúan las funciones administrativas.
El clima de la localidad es templado con estación seca, registrándose unas precipitaciones anuales de aproximadamente 700 mm.

## Población
Cuenta con 26 habitantes (Indec, 2010), lo que representa un descenso del 38% frente a los 42 habitantes (Indec, 2001) del censo anterior.
| Gráfica de evolución demográfica de Villa Los Patos entre 1991 y 2010 |
|                                                                       |
| Fuente: Censos nacionales del INDEC                                   |

- Datos: Q629179